# Państwowe Liceum Sztuk Plastycznych im. Władysława Hasiora w Koszalinie
Państwowe Liceum Sztuk Plastycznych im. Władysława Hasiora w Koszalinie - liceum wyodrębnione z Zespołu Szkół Plastycznych im. Władysława Hasiora w Koszalinie w wyniku jego rozwiązania z dniem 31 sierpnia 2022 r. Szkoła podlega i jest nadzorowana przez Ministerstwo Kultury, Dziedzictwa Narodowego i Sportu.
Nauka w szkole trwa 5 lat. Przyjmowani są do niej kandydaci po ukończeniu szkoły podstawowej. W szkole realizowane jest kształcenie ogólnokształcące i kształcenie artystyczne. Nauka kończy się uzyskaniem świadectwa maturalnego oraz tytułu zawodowego „plastyk” w określonej specjalizacji.

## Historia szkoły
Państwowe Liceum Sztuk Plastycznych im. Władysława Hasiora w Koszalinie swoją działalność rozpoczęło we wrześniu 1975 r., w budynku  przy ulicy Racławickiej 9 (gdzie wcześniej znajdowało się Technikum Mechaniczne). Dyrektorem nowej szkoły powołano Zbigniewa Szulca, ówczesnego dyrektora Ogniska Plastycznego. Naukę rozpoczęło 30 uczniów, którzy kształcili się w dwóch specjalnościach: formy użytkowe i dekoratorstwo. Uroczystość inauguracyjna pierwszego roku szkolnego odbyła się 11 września w Bibliotece Wojewódzkiej, natomiast zajęcia lekcyjne rozpoczęto 15 września. Budynek szkoły był zniszczony i wymagał natychmiastowego remontu.  Zajęcia więc początkowo odbywały się w Ognisku Plastycznym i w II Liceum Ogólnokształcącym. Gruntowny remont włącznie z dobudową trzeciego pietra po zlikwidowaniu dwuspadowego dachu zakończono w 1979 r. Pierwszych absolwentów PLSP pożegnano w 1980 r. W 2005 r. patronem szkoły został Władysław Hasior.

## Kształcenie
Szkoła naucza przedmiotów ogólnych na poziomie licealnym oraz artystycznych w specjalnościach: reklama wizualna oraz formy użytkowe (specjalizacje: snycerstwo, ceramika, tkanina artystyczna, projektowanie graficzne, fotografia). Realizowane są następujące przedmioty artystyczne:
- historia sztuki,
- podstawy projektowania – kompozycja,
- rysunek i malarstwo,
- rzeźba,
- podstawy fotografii i filmu
- główny przedmiot kierunkowy – w zależności od specjalności, będący jednocześnie nazwą specjalności.
- projektowanie multimedialne

Kandydaci do Liceum Plastycznego  muszą pomyślnie przejść przez egzamin wstępny. Składa się on z dwóch części:
1.część praktyczna to egzamin, którego zadaniem jest zbadanie predyspozycji plastycznych i wrażliwości estetycznej kandydata;
2. część teoretyczna to egzamin ustny – w Liceum Plastycznym – badanie zainteresowań kandydata wybraną dziedziną sztuki i zjawiskami kulturalnymi.
Po zakończeniu kształcenia w szkole plastycznej uczeń przystępuje do egzaminu dyplomowego, który składa się z części praktycznej oraz z części teoretycznej. Część praktyczna polega na prezentacji przed komisją pracy dyplomowej, która stanowi podsumowanie wiedzy i umiejętności nabytych na zajęciach głównego przedmiotu kierunkowego, a także obronie jej wartości artystycznej i merytorycznej. Część teoretyczna jest egzaminem z zakresu historii sztuki.
Po uzyskaniu dyplomu uczniowie przystępują do zewnętrznego egzaminu maturalnego.
Po ukończeniu szkoły uzyskuje się tytuł zawodowego plastyka, poświadczonego dyplomem ukończenia szkoły, oraz świadectwo maturalne.

## Pracownie artystyczne szkoły
- Pracownia rysunku i malarstwa
- Pracownia ceramiki
- Pracownia rzeźby
- Pracownia snycerstwa
- Pracownia tkaniny artystycznej
- Pracownia fotografii i filmu
- Pracownia projektowania graficznego
- Pracownia podstaw projektowania

## Dyrektorzy
- Zbigniew Szulc
- Iwona Wilkoszewska
- Marzena Jermak
- Urszula Januszewska
- Joanna Dybowska
- Łukasz Drożdżal

## Absolwenci
- Waldemar Marszałek (prof. ASP Gdańsk)
- Bartosz Niedźwiecki (muzyk)
- Izabela Plucińska (reżyserka filmów animowanych)[2]